# ストローびゅるる
『ストローびゅるる』は、NHK教育テレビジョンのプチプチ・アニメの枠で放送されている、1話5分の日本のストップモーション・アニメーション作品。

## スタッフ
- アニメーション - 当銀美奈子、木村貴子、KITSUTSUKI
- 音楽 - 山田稔、竹田悠
- 著作 - NHK、NHKエンタープライズ、workbox

## 各話リスト
| 話数 | サブタイトル                       | 初回放送日     |
| ---- | ---------------------------------- | -------------- |
| 1    | びゅるるとまほうのストローシアター | 2010年3月22日  |
| 2    | びゅるるとふしぎの森               | 2010年11月15日 |
| 3    | 森のオーケストラ                   | 2012年3月23日  |
| 4    | コネズミととけいだい               | 2013年3月18日  |
| 5    | かぜふくほらあな                   | 2014年3月6日   |
| 6    | 何のおしごと？                     | 2016年3月24日  |
| 7    | びゅるるとおんがく村               | 2017年1月23日  |